# Varanus beccarii
Il varano arboricolo nero (Varanus beccarii Doria, 1874), anche noto come varano di Beccari, è una specie relativamente piccola della famiglia dei Varanidi, che può raggiungere i 90–120 cm di lunghezza (coda compresa). Questo animale è endemico delle Isole Aru, al largo della Nuova Guinea, dove conduce uno stile di vita arboricolo. Deve il nome al colore completamente nero degli adulti.

## Tassonomia
Varanus beccarii venne descritto per la prima volta da Doria nel 1874 con il nome di Monitor beccarii. Successivamente è stato classificato come una sottospecie del varano arboricolo smeraldino (V. prasinus), ma nel 1991, dopo una revisione del sottogenere Euprepiosaurus, il taxon è tornato ad essere considerato una specie a parte. Sulla base di somiglianze della struttura dell'emipene, alcuni studiosi hanno ipotizzato che bisognerebbe continuare a classificare il varano arboricolo nero come una sottospecie di quello smeraldino, ma le analisi genetiche supportano la suddivisione in specie separate. Tuttavia, fa parte del complesso di specie di V. prasinus.
Il nome generico, Varanus, deriva dalla parola araba waral (ورل), che significa «guardiano». Quello specifico, beccarii, commemora il naturalista italiano Odoardo Beccari.

## Descrizione

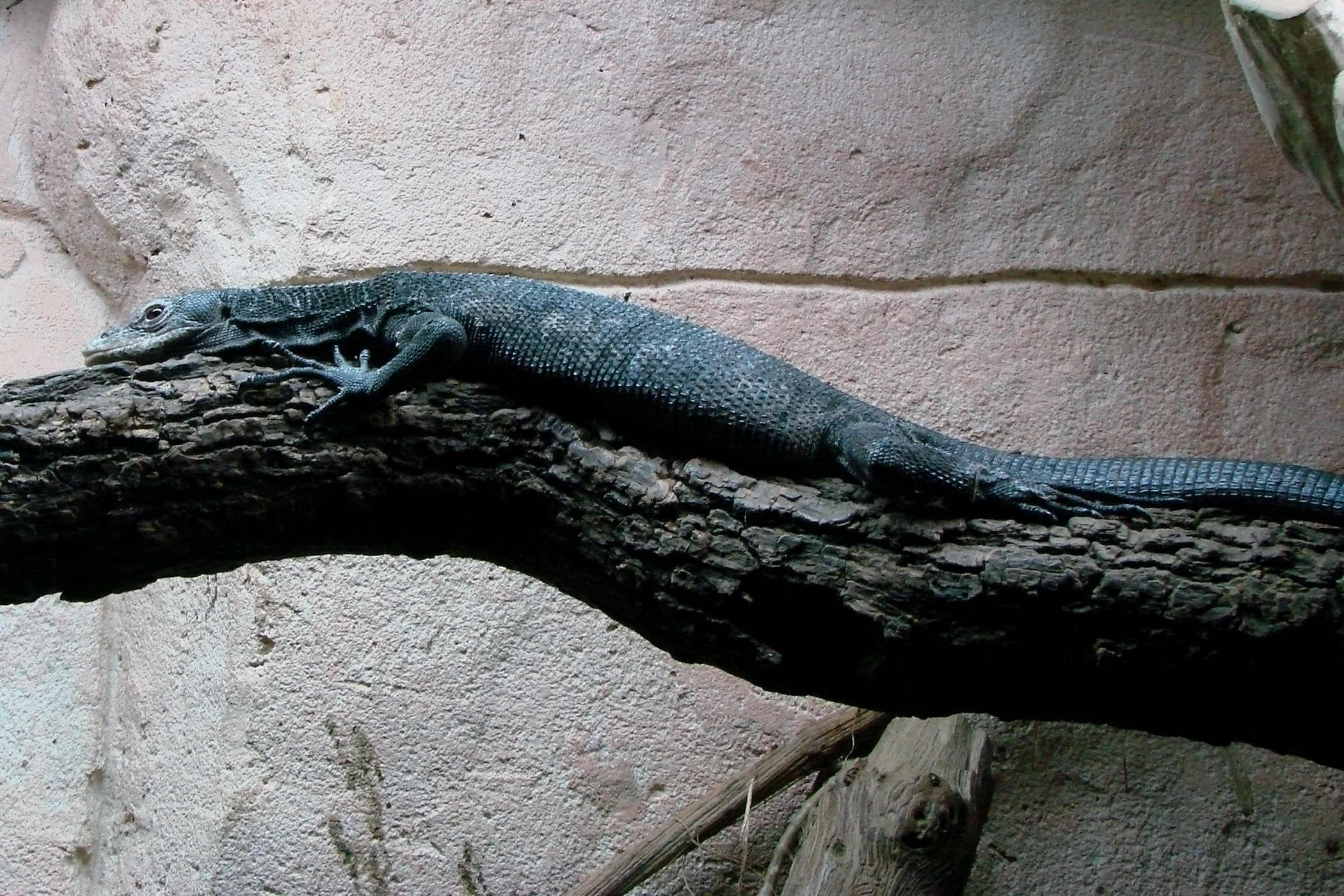
Un esemplare allo zoo d'Amnéville

I piccoli e gli esemplari giovani sono di colore grigio scuro, con bande regolari di puntini giallo-verdi particolarmente evidenti sul dorso. Una volta raggiunta la maturità, però, questi varani perdono i puntini variopinti e divengono completamente neri. Gli esemplari pienamente sviluppati raggiungono i 90–120 cm di lunghezza; i maschi sono leggermente più grandi delle femmine.
Il varano arboricolo nero è generalmente ben adattato alla vita sugli alberi. La sua coda è particolarmente lunga, fino a due terzi della lunghezza dell'animale, e viene utilizzata come un arto prensile per muoversi tra i rami. Difatti la coda viene usata solamente per questo scopo e non come una frusta a scopo difensivo come è stato visto in altre specie di varano. Le zampe sono munite di grossi artigli e di palme adesive che garantiscono un'ottima presa sugli alberi. Pur non essendo molto grosso, questo varano è dotato inoltre di denti insolitamente lunghi, utili per trattenere saldamente le prede catturate nella volta. In natura il varano arboricolo nero è stato descritto come un animale agitato e nervoso; se minacciato fugge via e se maneggiato con poca cura graffia e morde l'aggressore, spesso defecandogli addosso.

## Distribuzione e habitat
Questa specie è originaria delle Isole Aru, in Indonesia, dove è conosciuta come waweyaro. Vive solitamente nelle foreste umide e nelle foreste di mangrovie.

## Biologia

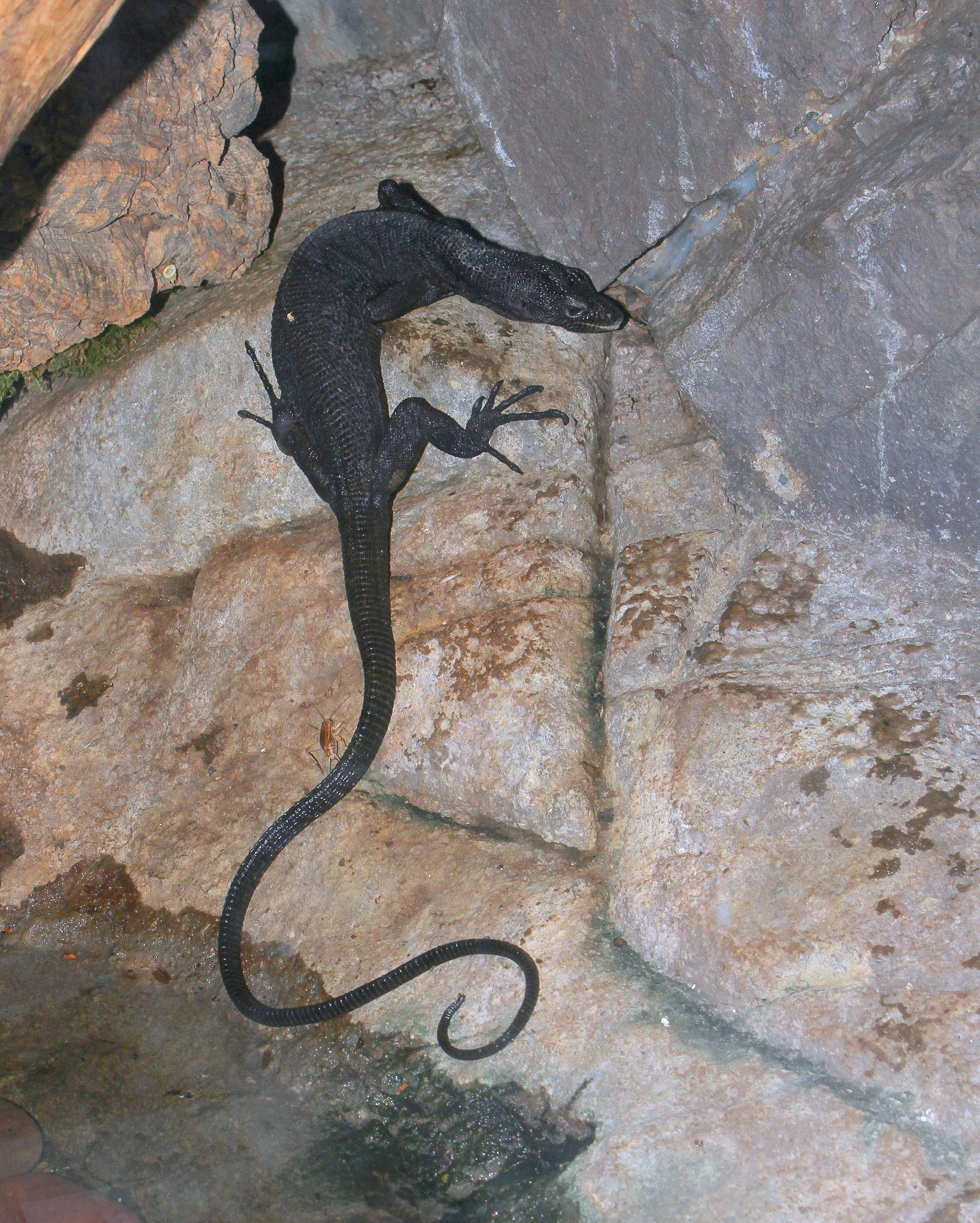
Un esemplare in cattività, allo zoo di Cincinnati

### Dieta
Il varano arboricolo nero è principalmente insettivoro, nutrendosi soprattutto di insetti, ma anche di piccole lucertole, piccoli mammiferi come toporagni, scorpioni, uova e pulcini. Come altri membri del complesso di specie V. prasinus, alcuni esemplari tenuti in cattività sono stati osservati nutrirsi di piante, nonostante tale comportamento non sia mai stato osservato negli esemplari selvatici.
Come altre specie di varani, questa specie è molto intelligente rispetto ad altri rettili e, come altre specie del complesso V. prasinus, dimostra complesse capacità di risoluzione dei problemi, coordinazione motoria fine e movimenti abili degli arti anteriori durante la caccia. Quando non riesce a raggiungere la preda con le fauci in fessure strette, prova a raggiungerla con gli arti anteriori, arpionandola con i suoi artigli, in modo da sfruttare una gamma più ampia di nicchie.

### Riproduzione
Si conosce ben poco sulla riproduzione del varano arboricolo nero in natura, a causa dell'inacessibilità del suo habitat che rende difficile studiarlo. Il corteggiamento coinvolge il maschio più grande che insegue aggressivamente la femmina più piccola. L'accoppiamento può verificarsi mentre entrambi rimangono sospesi dai rami degli alberi e può durare due ore. Le uova vengono seppellite dalla femmina in un substrato umido. Alcuni studi riferiscono che questa specie e il resto del complesso di specie V. prasinus depongono le uova nei nidi delle termiti arboree. Le superfici di tali nidi sarebbero relativamente asciutte, nonostante un'umidità relativa molto elevata.

### Predatori
Un esemplare adulto ha pochi predatori naturali, venendo predato principalmente da lucertole e serpenti più grandi, nonché da volpi, introdotte nella regione in tempi recenti. Viene anche cacciato dalle popolazioni locali per la carne e la pelle. Sebbene la caccia a questo animale sia diminuita, la caccia da parte delle popolazioni locali rimane comunque una delle minacce principali alla conservazione di questa specie.

## Conservazione
A partire dal 2020, la specie è stata elencata come Specie non valutata dalla Lista Rossa IUCN, a causa delle poche informazioni disponibili per effettuare valutazioni affidabili sulle popolazioni selvatiche. Tuttavia la deforestazione, l'invasione dei terreni agricoli e il commercio internazionale di animali da compagnia esotici sono considerati le minacce più tangibili per la specie.

## In cattività

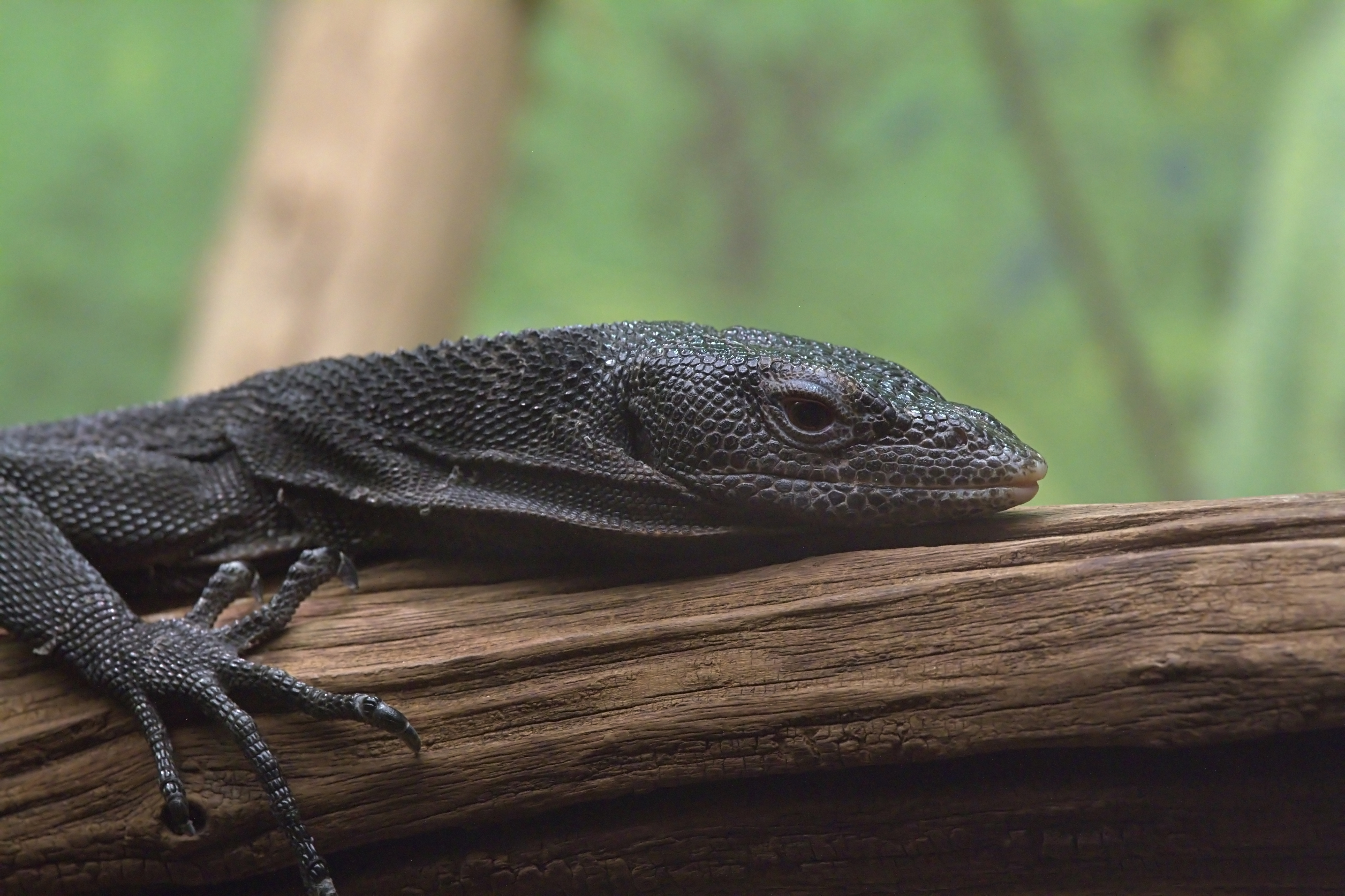
Primo piano della testa di un esemplare allo zoo di Cincinnati

Date le sue dimensioni e la colorazione iconica, il varano arboricolo nero è divenuto molto popolare come animale esotico da compagnia. Tuttavia, i risultati dell'allevamento in cattività sono stati misti. Un problema comune è la morte degli embrioni poco prima della schiusa. Possibili cause includono un'umidità del substrato troppo elevata, almeno nell'ultimo periodo d'incubazione, deficit nutrizionali di minerali e vitamine sperimentati dalla madre prima della deposizione, o un aumento del periodo di gestazione dovuto alla mancanza di siti idonei per la deposizione, provocando così l'ispessimento dei gusci d'uovo troppo spessi per permettere la schiusa. Lo studio seguente suggerisce che quest'ultimo probabilmente non è il caso poiché i gusci d'uovo non erano particolarmente spessi rispetto alle uova schiuse con successo di altri varani arboricoli e gli embrioni morti non avevano ancora iniziato a tentare di perforare il guscio. L'incubazione con substrato più essiccato o anche sospeso senza substrato potrebbe essere una alternativa migliore, per replicare le condizioni dei nidi di termiti.
In uno studio, tre uova sono state incubate in vermiculite inumidita. L'umidità dell'incubatrice è stata impostata all'85%, mentre l'umidità relativa era del 95%. La temperatura dell'incubatrice era di 30,5 °C e la temperatura della superficie del substrato era di 30 °C. Entro 161 giorni, tutti e tre gli embrioni si erano completamente sviluppati, anche se alla fine solo uno è sopravvissuto, e solo dopo che era stato schiuso forzatamente ed estratto dall'uovo, dopodiché è stato ulteriormente incubato con il sacco vitellino ancora intatto.
In cattività, i giovani appena nati del complesso di specie V. prasinus spesso rifiutano il cibo per più di due settimane. In questi casi, l'alimentazione forzata può essere raccomandata prima di allora e fino a quando non iniziano a nutrirsi da soli. L'esemplare citato sopra, venne nutrito forzatamente con una purea cotta ogni giorno, composta da 25% (in peso) di uova, 50% di insetti e 25% di banana e spinaci, oltre a integratori, come citrato di calcio ed Herpetal Complete T. In seguito venne integrato anche manzo, pollo e mosche vive. La materia vegetale è stata inclusa per aumentare i livelli di carboidrati e fibre. La crescita del cucciolo è stata lenta e dopo 147 giorni crebbe solo da 7,9 grammi a 13,8 grammi, ma per il resto era un esemplare molto attivo e vigile. Lo studio valuta inoltre che l'alimentazione forzata probabilmente non era necessaria poiché il suo peso variava notevolmente anche dopo aver iniziato a nutrirsi da solo.